# Japygidae
Famille
Synonymes
- Japygidae Meinert, 1865

Les Japygidae sont une famille de diploures. Elle comporte plus de 400 espèces dans plus de 70 genres.

## Liste des sous-familles et genres
- Evalljapyginae Silvestri, 1948
  - Evalljapyx Silvestri, 1911
- Gigasjapyginae Chou, 1984
  - Atlasjapyx Chou & Huang, 1986
  - Choujapyx Huang, 2001
  - Gigasjapyx Chou, 1984
- Heterojapyginae Womersley, 1939
  - Heterojapyx Verhoeff, 1904
- Japyginae Haliday, 1864
  - Abjapyx Silvestri, 1948
  - Afrojapyx Silvestri, 1948
  - Allojapyx Silvestri, 1948
  - Allurjapyx Silvestri, 1930
  - Austrjapyx Silvestri, 1948
  - Burmjapyx Silvestri, 1931
  - Catajapyx Silvestri, 1933
  - Centrjapyx Silvestri, 1948
  - Chiljapyx Smith, 1962
  - Congjapyx Pagés, 1954
  - Deutojapyx Paclt, 1957
  - Dipljapyx Silvestri, 1948
  - Epijapyx Silvestri, 1933
  - Gallojapyx Pagés, 1993
  - Hainanjapyx Chou, in Chou & Chen 1983
  - Hapljapyx Silvestri, 1948
  - Hecajapyx Smith, 1959
  - Henicjapyx Silvestri, 1948
  - Holjapyx Silvestri, 1948
  - Hutanjapyx Pagés, 1995
  - Japyx Haliday, 1864 synonyme Ectasjapyx Silvestri, 1929
  - Isojapyx Silvestri, 1948
  - Japygianus Silvestri, 1947
  - Japyginus Silvestri, 1930
  - Kinabalujapyx Pagés, 1994
  - Kohjapyx Pagés, 1953
  - Megajapyx Verhoeff, 1904
    - Megajapyx (Homojapyx) Pagés, 1954
    - Megajapyx (Megajapyx) Verhoeff, 1904

  - Merojapyx Silvestri, 1948
  - Mesjapyx Silvestri, 1948
  - Metajapyx Silvestri, 1933
  - Mixojapyx Silvestri, 1933
  - Monojapyx Paclt, 1957
  - Nelsjapyx Smith, 1962
  - Neojapyx Silvestri, 1933
  - Notojapyx Paclt, 1957
  - Occasjapyx Silvestri, 1948
  - Oncojapyx Silvestri, 1948
  - Opisthjapyx Silvestri, 1929
  - Parindjapyx Silvestri, 1933
  - Pauperojapyx Pagés, 1995
    - Pauperojapyx (Paucijapyx) Pagés, 1995
    - Pauperojapyx (Pauperojapyx) Pagés, 1995

  - Penjapyx Smith, 1962
  - Polyjapyx Silvestri, 1948
  - Proncojapyx Silvestri, 1948
  - Protjapyx Silvestri, 1948
  - Psalidojapyx Pagés, 2000
  - Rectojapyx Pagés, 1954
  - Rossjapyx Smith, 1962
  - Scottjapyx Pagés, 1957
  - Scottojapyx Pagés, 1957
  - Shaanxijapyx Chou, in Chou & Chen 1983
  - Silvestriapyx Pagés, 1981
  - Sinjapyx Silvestri, 1948
  - Troglojapyx Pagés, 1980
  - Troglojapyx Pagés, 1980
  - Typhlolabia Scudder, 1876 synonymes Teljapyx Silvestri, 1948 & Valpjapyx Smith, 1962
  - Ultrajapyx Paclt, 1957
  - Unjapyx Silvestri, 1948
  - Urojapyx Pagés, 1955
  - Xenjapyx Silvestri, 1948
- Indjapyginae Womersley, 1939
  - Indjapyx Silvestri, 1931
- Japygellinae Somersley, 1939
  - Japygellus Silvestri, 1930
- Provalljapyginae Smith, 1959
  - Ctenjapyx Silvestri, 1948
  - Eojapyx Smith, 1960
  - Nanojapyx Smith, 1959
  - Provalljapyx Silvestri, 1948
- Sous-famille indéterminée
  - Gollumjapyx Sendra & Ortuño, 2006
  - †Ferrojapyx Wilson & Martill, 2001
  - †Onychojapyx Pierce, 1950
  - †Plioprojapyx Pierce, 1951